# Andalucía (equipa ciclista)
A Andalucía-Caja Granada (Código UCI: ACG) é uma equipa de ciclismo profissional continental baseada na Espanha que participa em provas do UCI Continental Circuits e é, por vezes, convidada como wildcard para provas do UCI ProTour. A equipa é gerida por Antonio Cabello, assistida por Juan Martinez como director desportivo.
A equipa tem como objectivo ter um futuro seguro, já que o governo Andaluz garantiu patrocínio até 2010.
A equipa já se denominou de Andalucía-Paul Versan e de Andalucía-CajaSur.

## Plantel de 2011
- José Alberto Benitez
- David Bernabeu
- Antonio Cabello
- José Luis Caño
- Sergio Carrasco
- Juan Javier Estrada
- Pablo Lechuga
- Juan José Lobato
- Manuel Ortega
- Adrian Palomares
- Antonio Piedra
- Javier Ramirez
- José Luis Roldán
- Jesús Rosendo
- Eloy Ruiz
- José Vicente Toribio